# Jim McGuinness (Journalist)
James Pearse „Jim“ McGuinness (* 17. Februar 1920 in Derry, County Londonderry; † 22. August 2008 in Donnybrook) war ein irischer Zeitungs- und Hörfunkjournalist. Im Laufe seiner 30-jährigen journalistischen Karriere war er unter anderem Herausgeber der Irish Press und Leiter der Nachrichtenabteilung von Raidió Teilifís Éireann (RTÉ).

## Leben
(Quelle: Terry Clavin, Dictionary of Irish Biography)

### Jugend und Mitgliedschaft in der IRA
Jim McGuinness wurde 1920 in Derry als eines von vier Kindern eines Gastwirtes und einer Krankenschwester geboren. Er wuchs in einer republikanischen Familie auf und besuchte die Waterside Boys’ School und das St. Columb’s College. Als McGuinness 11 Jahre alt war, starb seine Mutter. Seine Familie zerbrach daran und geriet in eine finanziell schwierige Lage, die letztendlich dazu führte, dass sie ihren Pub verlor. McGuinness blieb bei seinem Vater und verbrachte die Wochenenden im Haus seines Großvaters mütterlicherseits in Ballyliffin, County Donegal. Nach Beendigung der Schule verließ er 1937 sein Zuhause und absolvierte eine Ausbildung zum Büroangestellten bei der Royal Air Force in Großbritannien. 1938 war er in London als Arbeiter bei McAlpine’s Builders beschäftigt und schloss sich der IRA an, wobei er sich dort Pearse McGuinness nannte.
McGuinness wurde sogleich in den Vorbereitungen des S-Planes, einer Kampagne der IRA, Bombenanschläge in Großbritannien zu verüben, aktiv. Im Januar 1939 wurde er in London verhaftet und im März im Old Bailey wegen des Besitzes von Sprengstoffen angeklagt. McGuinness weigerte sich, ein Geständnis abzulegen. In der folgenden Verhandlung wurde er freigesprochen. Bald darauf wurde er nach Irland abgeschoben, wo er in der Dubliner Brigade der IRA aktiv wurde und sich als fähiger Agent erwies. Im Sommer 1940 wirkte er an der Reorganisation des Westkommandos mit.
Nachdem ein Polizist der Garda Síochána ihn in Dublin mit der verbotenen IRA-Zeitung War News gesehen hatte, wurde McGuinness verhaftet und am 3. Juli 1941 von einem Sonderstrafgericht wegen Mitgliedschaft in der IRA zu zwölf Monaten Haft verurteilt. Nach Verbüßung dieser Strafe wurde er in Curragh, County Kildare interniert. Obgleich er dort von seinen doktrinäreren Mitgefangenen gemieden, weil er 1939 die britischen Gerichte stillschweigend anerkannt hatte, schätze er seine Zeit in Curragh, da er viel las und Irisch studierte, das er später fließend beherrschte. Nach seiner Entlassung im Jahr 1943 verließ er die IRA und wurde in einem Torfabbaulager der Turf Development Board Ltd in Turraun, nahe Ferbane, County Offaly tätig, zunächst als Arbeiter, dann als Leiter des Arbeiterwohnheims. Seine Verurteilung hätte ihn eigentlich von der Position des Leiters ausgeschlossen, doch der Generaldirektor des Unternehmens, Todd Andrews, ließ diese Disqualifikation aufheben. 1946 kehrte McGuinness nach London zurück und hatte verschiedene Anstellungen inne. Des Weiteren engagierte er sich in der dortigen irischen Diaspora und der Anti-Partition League.

### Wechsel in den Journalismus und Arbeit für die Irish Press
Da McGuinness schon immer ein gewisses Interesse für Journalismus hatte, wurde er 1948 als Juniorreporter bei der Irish Press in London tätig, wo er einem Kollegen assistierte und auch dessen Texte schrieb, wenn dieser unpässlich war. Im Oktober 1950 wurde McGuinness zum Londoner Redakteur der Irish News Agency ernannt, aber die Arbeit bei der Agentur gefiel ihm nicht und er kehrte im Sommer 1951 als Dáil-Korrespondent und Leitartikelautor nach Dublin zur Irish Press zurück. McGuinness vertrat mit großer Hingabe die Parteilinie der Zeitung und betrachtete Éamon de Valera, dem die Zeitung praktisch gehörte, als sein Idol. Im April 1953 wurde er Herausgeber der Irish Press, was ihm die Möglichkeit gab, sich regelmäßig mit de Valera auszutauschen und sich mit ihm anzufreunden.
Als Herausgeber versuchte McGuinness ein gebildetes Publikum anzusprechen. Hierzu stellte er verstärkt Schriftsteller ein. Neben bereits bekannteren Schriftstellern und Dichtern wie etwa Lennox Robinson oder Padraic Fallon, die jeweils eine wöchentliche Kolumen schrieben, stellte er auch junge Talente wie Brendan Behan ein. Behan, der ein ehemaliger IRA-Kamerad aus Tagen des S-Planes war, schrieb eine reguläre Kolumne die ein großer Erfolg wurde und später in Buchform, unter dem Titel Hold Your Hour and Have Another, gesammelt erschien.
Ab Mitte der 1950er Jahre sanken jedoch die Qualität und die Auflage der Zeitung. Dem überarbeiteten McGuinness, der zwischen einem autoritären Management und widerspenstigen Journalisten gefangen war, wurden Ressourcen verweigert und er war gezwungen, langweilige politische Propaganda zu veröffentlichen.
McGuinness war zunehmend unzufrieden und die Beziehung zu seinem Geschäftsführer Vivion de Valera verschlechterten sich zusehends. Anders als mit dessen Vater war McGuinness mit Vivion de Valera nie warm geworden. Im März 1957, als führende Vertreter der Zeitung der ersten Messe, die ein frisch geweihter ehemaliger Mitarbeiter hielt, beiwohnten, kam es zum endgültigen Bruch zwischen den beiden. Als de Valera zu spät kam und er keinen prominenten Sitzplatz mehr erhielt, forderte er McGuinness auf, ihm dessen Platz zu überlassen, was zu einem heftigen Streit zwischen den beiden führte. Später reichte McGuinness seinen Rücktritt ein. Sein Ausscheiden wurde von führenden Vertretern der Fianna Fáil beklagt und auch Vivion de Valera bedauerte diese Entwicklung. Später versuchte er, wenn auch erfolglos, McGuinness wieder einzustellen.

### Zwischenstation in San Francisco, Rückkehr nach Irland und erste Tätigkeiten für RTÉ
McGuinness ging nun in die Vereinigten Staaten und ließ sich in San Francisco nieder, wo er für die San Francisco Call-Bulletin und den San Francisco Examiner arbeitete. Seine Reportage über einen mexikanischen Arbeiter, dem die Arbeitslosenunterstützung verweigert wurde, nachdem er nicht zur Arbeit erschienen war, um stattdessen an der Beerdigung seiner Tochter teilzunehmen, erhielt 1959 einen Preis und führte zu einer Änderung des kalifornischen Gesetzes. Auch seine Interviews mit dem Todeskandidaten Caryl Chessman stießen auf größeres Interesse.
Im Jahr 1961 kehrte McGuinness nach Irland zurück und ließ sich in Foxrock, County Dublin nieder und er wurde Leiter der Öffentlichkeitsarbeit für den staatlichen Rundfunk- und Fernsehdienst, den späteren Raidió Teilifís Éireann (RTÉ). Im darauffolgenden Jahr wurde ihm zusätzlich auch die Verantwortung für alle Veröffentlichungen des Dienstes übertragen und er war Herausgeber der Radio- und Fernsehzeitschrift RTV Guide. Im November 1966 trat er die Nachfolge von Pearse Kelly, den er noch aus seiner Zeit in Curragh kannte, als Leiter der Nachrichtenabteilung von RTÉ an. Kelly war im Zuge der Berichterstattung des Senders über die Bauernproteste zurückgetreten, nachdem die Regierung scharf darauf reagiert hatte. Kritiker führten McGuinness’ Beförderung auf seine Verbindungen zur Fianna Fáil zurück, insbesondere auf seinen alten Gönner Todd Andrews, den damaligen Vorsitzenden der RTÉ Authority.

### Arbeit als Leiter der Nachrichtenabteilung von RTÉ
McGuinness, der von seinen Untergebenen weithin respektiert wurde, war sich bewusst, dass er an der kurzen Leine gehalten wurde. Gemäß seinem Credo, dass Fernsehnachrichten „nicht lehren, sondern zeigen und beschreiben“, schränkte er die Aktivitäten der Nachrichtenredaktion ein und hielt sich mit politischen Kommentaren zurück. Dies kam der Fianna Fáil entgegen, insbesondere 1968 während des Referendums über die Abschaffung des Verhältniswahlrechts.
Auch wirkte er der Programmabteilung entgegen, die für ihre subversiven Beiträge zu aktuellen Themen und politisch radikalen Produzenten bekannt war. Die Programmgestaltung und die Rolle des Produzenten wurden zurückgestuft, während die Mittel in die Nachrichtenredaktion flossen, was McGuinness in die Lage versetzte, den Radionachrichtendienst zu verjüngen.
Auch bemühte sich McGuinness, der Programmabteilung die Kontrolle über das Themenfeld aktuelles Geschehen zu entreißen. Im Januar 1968 übernahm er die Verantwortung für das entsprechende Programm-Flaggschiff, die Sendung 7 Days. Infolge internen Widerstandes blieb 7 Days ansonsten von der Nachrichtenabteilung getrennt. Mit dem Redakteur von 7 Days, Muiris Mac Conghail, verband ihn eine robuste, aber fruchtbare Zusammenarbeit. Im Oktober 1969 löste ein Beitrag von 7 Days über Geldverleihpraktiken jedoch eine Regierungsuntersuchung aus, die sich mit der angeblichen Verleitung von Teilnehmern durch die Programmmacher und den Einsatz von versteckten Kameras und Mikrofonen beschäftigte. Der Abschlussbericht im August 1970 verurteilte die Sendung als unverantwortlich, entlastete aber gleichzeitig McGuinness. Danach hielt er 7 Days, auch aufgrund finanzieller Zwänge, stärker unter Kontrolle und konzentrierte sich auf die Entwicklung des Aufgabenbereichs aktuelle Themen in seiner eigenen Abteilung. Ab 1971 führte er mehr Analysen, Hintergrunderklärungen und sachkundige Kommentare in die Nachrichtensendungen ein und richtete innerhalb der Nachrichtenabteilung ein Programm für aktuelle Themen ein.

### Berichterstattung im Schatten des aufkommenden Nordirlandkonfliktes
Schon früh erkannte McGuinness die Bedeutung der Bürgerrechtsbewegung in Nordirland der 1960er Jahre und setzte sich trotz der Skepsis von Seiten des Managements und Zuschauerwiderstandes für mehr Berichterstattung über den Norden ein. Das bedeutsamste Resultat hiervon waren RTÉs, später auch international verbreitete Kameraaufnahmen von der verbotenen Demonstration rund 2000 katholischer Bürgerrechtler in Derry, wie diese bei ihrem friedlichen Protestmarsch von der Royal Ulster Constabulary in der Duke Street eingekreist und brutal niedergeknüppelt wurden. Mehr als 100 Demonstranten wurden verletzt. Im Februar 1969 eröffnete McGuinness ein RTÉ-Büro in Belfast.
Die irische Regierung verließ sich in hohem Maße auf McGuinness und seine Untergebenen, um das Fehlen einer eigenen Presseagentur auszugleichen und der Welt eine andere Perspektive als die der britischen Medien zu bieten.
Die Arbeit zu dem Nordirlandkonflikt verlangten McGuinness viel ab. Er leistete Überstunden, überprüfte eine Fülle von sensiblem Material und reiste regelmäßig in den Norden. Auch kam es zu Situationen, in denen er seine journalistische Integrität mit seiner Sympathie für die bedrängten Nationalisten im Norden nicht vereinbaren konnte. In Verbindung mit seiner IRA-Vergangenheit und seiner anhaltenden republikanischen Gesinnung brachte ihm das von Seiten von Kritikern den Vorwurf der Voreingenommenheit ein. 1969 wurde er von diesen beschuldigt, angeblich irreführende Bearbeitung von Material angeordnet zu haben, um die Royal Ulster Constabulary zu diskreditieren. Auch der emotionale Charakter der Berichterstattung des Radionachrichten-Teams über die Beerdigungen nach den Schießereien vom Blutsonntag 1972 in Derry wurden beanstandet. McGuinness’ Arbeit wurde aber auch in Schutz genommen, wie etwa von RTÉs Belfast-Korrespondenten Liam Hourican, der McGuinness für seine Bemühungen um eine genaue und unparteiische Darstellung des Nordirlandkonfliktes lobte.
Als die Gewalt in den Jahren 1970 und 1971 weiter eskalierte, beunruhigte dieses Streben nach Ausgewogenheit die irischen Behörden, wenn es auf bewaffnete Gruppierungen angewandt wurde, die die republikanische Legitimität des Staates in Frage stellten. McGuinness widerstand dem politischen Druck, die Berichterstattung über die Paramilitärs vollständig zu verbieten, und berief sich auf seine Pflicht, die Öffentlichkeit zu informieren. Nachdem die Regierung im Oktober 1971 eine Direktive erlassen hatte, die es RTÉ verbot, irgendetwas zu senden, das gewalttätigen Gruppen half, verschwanden die IRA-Sprecher sofort aus den RTÉ-Sendungen. Trotz kaum verhüllter Kritik aus dem Dáil Éireann an McGuinness, der für die Auslegung der Richtlinie verantwortlich war, traten Sinn Féin-Vertreter bis November 1972 weiterhin auf. 1972 führte schließlich die Zusammenfassung eines Interviews, das der RTÉ-Journalisten Kevin O’Kelly mit dem Chef der Provisional IRA, Seán Mac Stíofáin, geführt hatte und nun in der Sendung This Week vorstellte, zur Entlassung der Mitglieder der RTÉ Authority durch die Regierung.

### Entfremdung mit dem politischen Establisment
Zu diesem Zeitpunkt hatte sich McGuinness von der Fianna Fáil entfremdet, aber die Kultur der Selbstzensur, die RTÉ unter der neuen Regierung umgab, wurde nach der Wahl der Koalitionsregierung von Fine Gael und Labour Party im Jahr 1973 und der Ernennung von Conor Cruise O’Brien zum Minister für Post und Telegrafie noch verstärkt. Da O’Brien die RTÉ-Nachrichtenredaktion im Allgemeinen und McGuinness im Besonderen als unzuverlässig in Bezug auf republikanische Gewalt ansah, nutzte O’Brien die seit langem bestehende Rivalität zwischen der Nachrichten- und der Programmabteilung, die sich zunehmend in unterschiedlichen Haltungen zur Lage in Nordirland äußerte, aus. Im Sommer 1973 wurde durch eine Umstrukturierung von RTÉ der Einfluss von McGuinness auf das Themenfeld aktuelle Geschehen verringert. Da O’Brien entschlossen war, ihn zu versetzen, ging McGuinness in aller Stille. Die jahrelange politische Einmischung, die internen Streitereien und die harte Arbeit hatten ihren Tribut an seiner Gesundheit und seinem Familienleben gefordert. Im Frühjahr 1974 willigte er ein, Leiter des RTÉ-Archivs zu werden.
Kurz vor dieser Versetzung im Juni veröffentlichte der von der Regierung eingesetzte Ausschuss zur Überprüfung des Rundfunks einen Bericht, in dem RTÉ beschuldigt wurde, in den Jahren 1968 bis 1972 in sensationslüsterner und parteiischer Weise über Nordirland berichtet zu haben. In einem internen Memo, das in der Irish Times veröffentlicht wurde, wies McGuinness diese Behauptungen umfassend zurück. Weiter führte er aus, dass die Kritik in dem Bericht unbegründet sei und dass RTÉ verschiedentlich beschuldigt wurde, pro-IRA und pro-unionistisch zu sein. Er räumte ein, dass sein Team, das unerfahren war und in einem neuen Medium unter schwierigen Umständen arbeitete, gelegentlich Fehler machte, wies aber jegliche Absicht zurück.

### Ruhestand und letzte Jahre
Im Oktober 1978 verließ er seinen Posten bei RTÉ und ging in den Ruhestand. Er kaufte einen Gemüse- und Delikatessenladen in Monkstown, County Dublin und führte ihn vier Jahre lang erfolgreich, bevor er ihn an seinen Sohn übergab. Seinen weiteren Ruhestand verbrachte McGuinness in Cabinteely, County Dublin, unternahm Reisen und lernte Französisch. Er starb am 22. August 2008 im Royal Hospital in Donnybrook. Seine sterblichen Überreste wurden in dem Krematorium des Mount Jerome Cemetery eingeäschert.

## Privatleben
McGuinness war verheiratet. Aus der Ehe gingen zwei Söhne und eine Tochter hervor.